# J. H. Bishop
J. H. Bishop foi um ciclista britânico que competiu nos 100 km nos Jogos Olímpicos de 1908, em Londres, Reino Unido.